# ヴァシリー・ヴィノグラドフ
ヴァシーリー・イヴァーノヴィチ・ヴィノグラードフ（ロシア語: Васи́лий Ива́нович Виногра́дов; Vasili Vinogradov, 1874年 – 1948年）は、タタール自治共和国で活躍したロシア人の作曲家・ヴァイオリニスト・教育者。タタール語の語順によって、ヴィノグラードフ・ヴァシーリー・イヴァーノヴィチ（Vinogradov Vasily Ivanovich）としても知られる。
ガジズ・アルメハマトフやソルタン・ガビャシと合作で、最初のタタール語歌劇《サニア（Saniä）》（1925年）と《労働者（Eşçe）》（1930年）を作曲した。
タタール人やバシキール人の伝統音楽に基づいて数々の管弦楽曲や協奏曲を創り出したほかに、劇付随音楽や、民謡の編曲も手懸けている。
1944年にタタール・ソビエト自治社会主義共和国文化功労者に選ばれた。

## 註
1. ↑  [eʃˈʃʲe

- （タタール語）"Vasili Vinogardov/Василий Виноградов". Tatar Encyclopedia. Kazan: Tatarstan Republic Academy of Sciences Institution of the Tatar Encyclopaedia. 2002.